# Temporada da WTA de 2011
O WTA Tour de 2011 foi a turnê de elite do tênis feminino profissional organizado pela Women's Tennis Association (WTA) para a temporada de 2011.
O calendário do WTA Tour 2011 compreendeu: os torneios Grand Slam, supervisionados pela International Tennis Federation (ITF), os torneios WTA Premier (Premier Mandatory, Premier 5 e regular Premier), os torneios WTA International, a Fed Cup (organizada pela ITF ) e os campeonatos de final de ano chamados de WTA Championships, além de um torneio suplementar, o Commonwealth Bank Tournament of Champions. Também incluída no calendário estava a "Hopman Cup", que não distribui pontos no ranking e é organizada pela ITF.

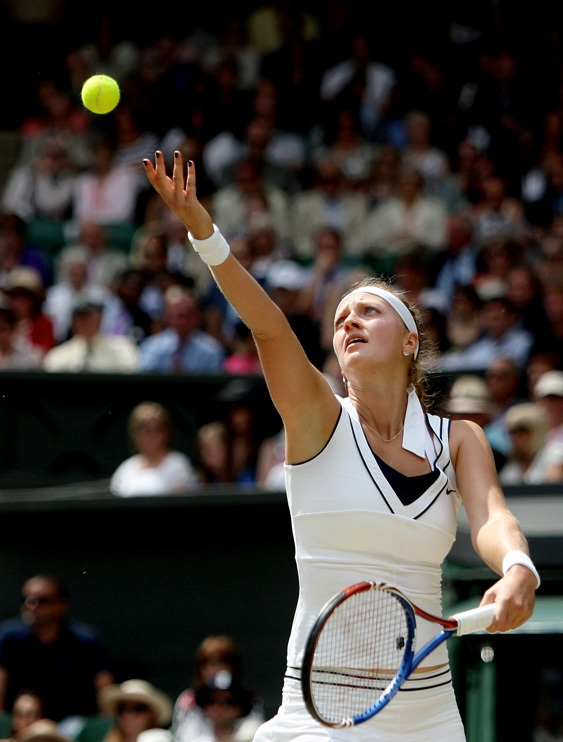
Petra Kvitová ganhou 6 títulos na temporada
e foi também a "jogadora do ano".

## Ranking de final de ano
Lista das 20 primeiras do ranking de final de ano da WTA de 2011 em competições de simples e duplas:
| Ranking de simples de final de ano | Ranking de simples de final de ano | Ranking de simples de final de ano | Ranking de simples de final de ano | Ranking de simples de final de ano |
| Nº                                 | Jogadora                           | Pontos                             | F                                  |                                    |
| ---------------------------------- | ---------------------------------- | ---------------------------------- | ---------------------------------- | ---------------------------------- |
| 1                                  | Caroline Wozniacki (DEN)           | 7,485                              | Estável                            |                                    |
| 2                                  | Petra Kvitová (CZE)                | 7,370                              | 32                                 |                                    |
| 3                                  | Victoria Azarenka (BLR)            | 6,520                              | 7                                  |                                    |
| 4                                  | Maria Sharapova (RUS)              | 6,510                              | 14                                 |                                    |
| 5                                  | Li Na (CHN)                        | 5,720                              | 6                                  |                                    |
| 6                                  | Samantha Stosur (AUS)              | 5,585                              | Estável                            |                                    |
| 7                                  | Vera Zvonareva (RUS)               | 5,435                              | 5                                  |                                    |
| 8                                  | Agnieszka Radwańska (POL)          | 5,250                              | 6                                  |                                    |
| 9                                  | Marion Bartoli (FRA)               | 4,710                              | 7                                  |                                    |
| 10                                 | Andrea Petkovic (GER)              | 4,580                              | 22                                 |                                    |
| 11                                 | Francesca Schiavone (ITA)          | 3,900                              | 4                                  |                                    |
| 12                                 | Serena Williams (USA)              | 3,180                              | 8                                  |                                    |
| 13                                 | Kim Clijsters (BEL)                | 3,161                              | 10                                 |                                    |
| 14                                 | Jelena Janković (SRB)              | 3,115                              | 6                                  |                                    |
| 15                                 | Sabine Lisicki (GER)               | 2,879                              | 164                                |                                    |
| 16                                 | Anastasia Pavlyuchenkova (RUS)     | 2,865                              | 5                                  |                                    |
| 17                                 | Peng Shuai (CHN)                   | 2,800                              | 55                                 |                                    |
| 18                                 | Dominika Cibulková (SVK)           | 2,755                              | 13                                 |                                    |
| 19                                 | Svetlana Kuznetsova (RUS)          | 2,606                              | 8                                  |                                    |
| 20                                 | Flavia Pennetta (ITA)              | 2,490                              | 4                                  |                                    |

| 1  | Liezel Huber (USA)          | 9,970 | 2       |
| 2  | Květa Peschke (CZE)         | 8,680 | 3       |
| 3  | Katarina Srebotnik (SLO)    | 8,680 | 4       |
| 4  | Lisa Raymond (USA)          | 8,295 | 5       |
| 5  | Yaroslava Shvedova (KAZ)    | 6,805 | 1       |
| 6  | Vania King (USA)            | 6,725 | 3       |
| 7  | Maria Kirilenko (RUS)       | 6,495 | 7       |
| 8  | Flavia Pennetta (ITA)       | 6,135 | 6       |
| 9  | Gisela Dulko (ARG)          | 6,135 | 8       |
| 10 | Elena Vesnina (RUS)         | 5,225 | 13      |
| 11 | Sania Mirza (IND)           | 5,205 | 50      |
| 12 | Victoria Azarenka (BLR)     | 5,159 | 32      |
| 13 | Nadia Petrova (RUS)         | 4,860 | 3       |
| 14 | Andrea Hlaváčková (CZE)     | 4,205 | 31      |
| 15 | Lucie Hradecká (CZE)        | 4,175 | 23      |
| 16 | Agnieszka Radwańska (POL)   | 3,521 | 11      |
| 17 | Bethanie Mattek-Sands (USA) | 3,490 | Estável |
| 18 | Daniela Hantuchová (SVK)    | 3,361 | 75      |
| 19 | Meghann Shaughnessy (USA)   | 3,350 | 15      |
| 20 | Zheng Jie (CHN)             | 3,235 | 4       |